# Academia Americana de Toxicología Clínica

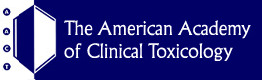

La Academia Estadounidense de Toxicología Clínica  ( AACT ) es una asociación de salud multidisciplinaria sin fines de lucro que busca promover la investigación, educación, prevención y tratamiento de enfermedades causadas por sustancias químicas. Sus miembros están conformados por toxicólogos clínicos, médicos, veterinarios, enfermeros, farmacéuticos, químicos analíticos, higienistas, especialistas en intoxicaciones y profesiones afines.
La AACT fue concebida por Eric Comstock, un médico de Texas que fundó un laboratorio de toxicología clínica poco después de que se aprobara la Ley de Etiquetado de Sustancias Peligrosas en 1960. Oficialmente, la AACT se estableció en los Estados Unidos en 1968 gracias a un grupo de médicos y científicos interesados en el estudio del envenenamiento. En 1974, la AACT desempeñó un papel clave en la creación de la Junta Estadounidense de Toxicología Médica, actualmente conocida como Colegio Estadounidense de Toxicología Médica, lo que permitió la certificación de médicos como toxicólogos clínicos. Posteriormente, en 1992, la Toxicología Clínica fue reconocida como especialidad formal por la Junta Estadounidense de Especialidades Médicas. Además, en 1985, la AACT fundó la Junta Estadounidense de Toxicología Aplicada (ABAT), encargada de certificar a expertos no médicos en toxicología.
1. ↑  «The American Academy of Clinical Toxicology». www.clintox.org. Archivado desde el original el 2 de abril de 2009.

- Datos: Q4742875